# Wild

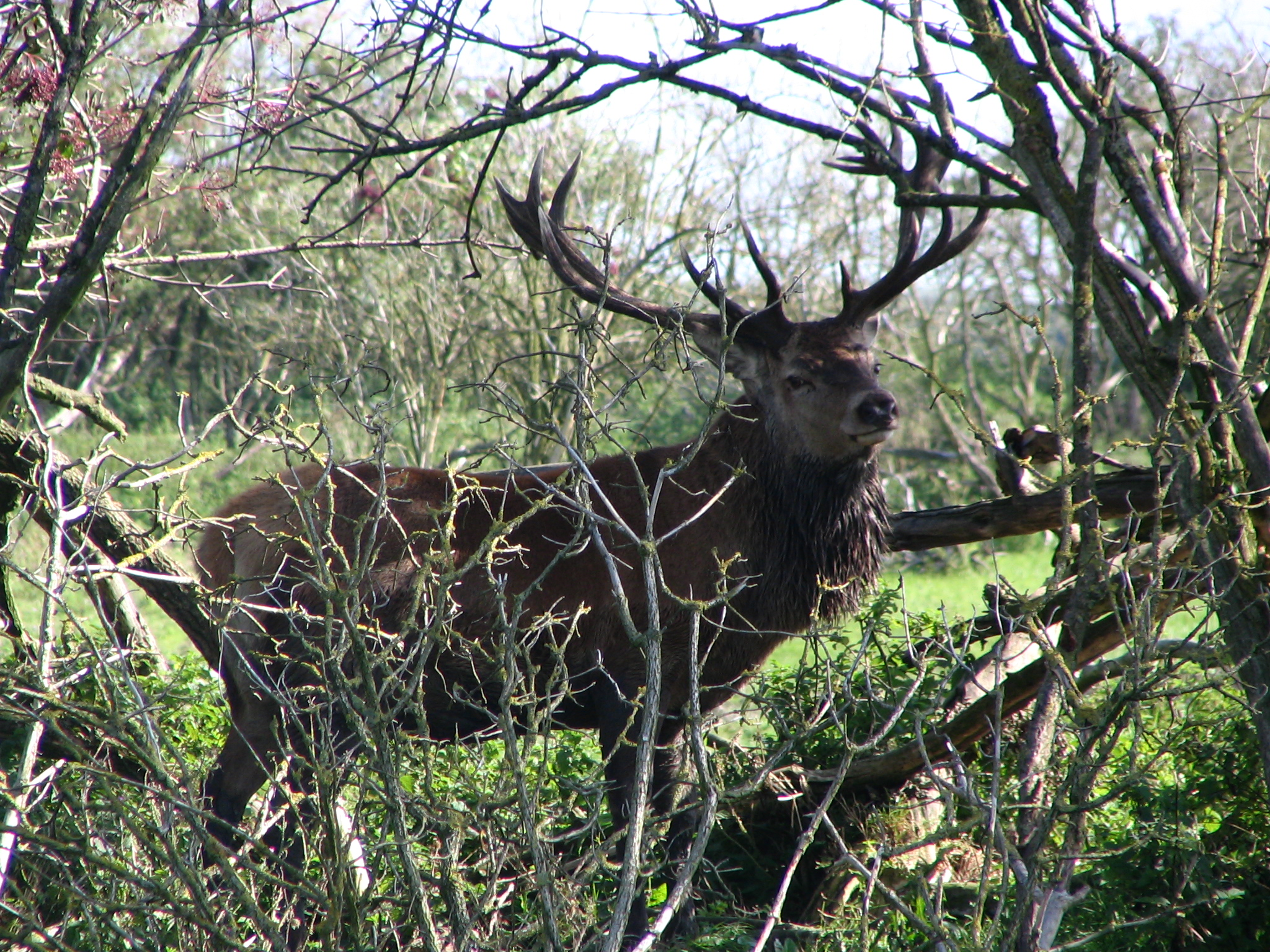
Het edelhert, grofwild

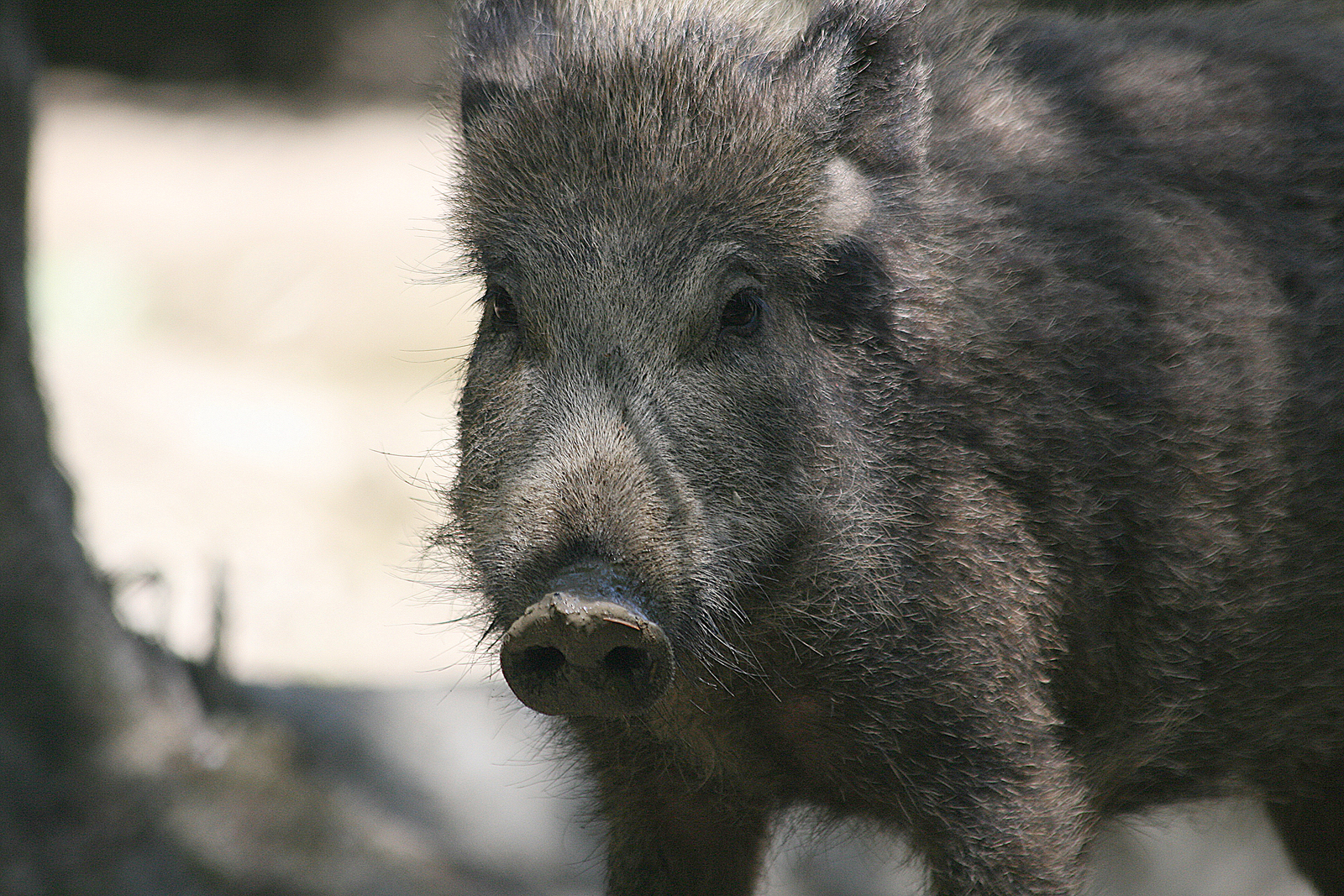
Everzwijn

Wild of jachtwild zijn dieren, veelal zoogdieren en vogels, waarop gejaagd wordt. Ook het vlees dat afkomstig is van deze wilde, niet-gecultiveerde dieren, wordt wild genoemd. Het is iets anders dan wilde dieren, dieren die niet gecultiveerd worden, maar in het wild leven. 

## Jacht en wildbeheer
Bij wild gaat het vaak om vlees van dieren die door jagers of stropers zijn gejaagd zoals konijnen, herten of everzwijnen. Wild wordt door jagers, jachtsympathisanten en fijnproevers beschouwd als natuurlijk scharrelvlees. Het vlees kan worden gekocht bij de poelier, die zich specialiseert in de verkoop van wild en gevogelte. Tegen het eten van wild en de jacht in het algemeen bestaat ook weerstand, onder meer bij sommige dierenrechtenorganisaties.
Welke diersoorten als bejaagbaar wild gerangschikt zijn, hangt af van de plaatselijk van kracht zijnde wetgeving. Zo legt in het Vlaamse Gewest het jachtdecreet vast, om welke soorten het gaat, en deelt het wild in volgende categorieën in:
- Grofwild of groot wild: edelhert (Cervus elaphus), Europese ree (Capreolus capreolus), damhert (Dama dama), moeflon (Ovis musimon) en wild zwijn (Sus scrofa);
- Klein wild: haas (Lepus europaeus), fazant (Phasianus colchicus), korhoen (Lyrurus tetrix) en patrijs (Perdix perdix);
- Waterwild: wilde eend (Anas platyrhynchus), krakeend (Anas strepera), slobeend (Spatula clypeata), kuifeend (Aythya fuligula), tafeleend (Aythya ferina), pijlstaart (Anas acuta), wintertaling (Anas crecca), smient (Anas penelope), grauwe gans (Anser anser), rietgans (Anser fabalis), watersnip (Gallinago gallinago), meerkoet (Fulica atra), toppereend (Aythya marila), kolgans (Anser albifrons), kleine rietgans (Anser brachyrhynchus), Canadagans (Branta canadensis), waterhoen (Gallinula chloropus), kievit (Vanellus vanellus), zomertaling (Spatula querquedula), bokje (Lymnocryptes minimus) en goudplevier (Pluvialis apricaria);
- Overig wild: houtduif (Columba palumbus), konijn (Oryctolagus cuniculus), vos (Vulpes vulpes), verwilderde kat (Felis sylvestris catus), bunzing (Putorius putorius), hermelijn (Mustela erminea), wezel (Mustela nivalis), boommarter (Martes martes), steenmarter (Martes foina) en das (Meles meles).

De Nederlandse Wet natuurbescherming definieert wild als in vrijheid levende haas, konijn, wilde eend, houtduif en fazant. 
Daarnaast bestaat pluimwild uit alle wild gevogelte, hierboven verdeeld over klein -, water- en overig wild.
Om het wilde dieren binnen een bepaald gebied te houden maakt men soms gebruik van wildroosters. De aantallen van de wilde dieren worden vaak door de mens gereguleerd door bijvoeren en afschot.